# Dí per Dí
Dí per Dí est une chaine de supermarchés italienne, appartenant au Groupe Carrefour. Son logo rappelle le supermarché français du même groupe et de même taille, 8 à Huit.
Depuis 2010, ces supermarchés portent l'appellation Carrefour express[réf. souhaitée].